# Stara Konfederacja Szwajcarska
Stara Konfederacja Szwajcarska – określenie państwa szwajcarskiego w okresie pomiędzy utworzeniem państwa a początkiem okupacji francuskiej i wprowadzeniem przez Napoleona drastycznych zmian ustrojowych, w wyniku których konfederację zastąpiono zależną od Francji Republiką Helwecką.

## Historia
Za początek istnienia Szwajcarii uważa się Akt Konfederacji Szwajcarskiej, czyli sojusz pomiędzy kantonami Uri, Schwyz i Unterwalden z 1291 roku, choć podobne sojusze były pomiędzy gminami alpejskimi zawierane już wcześniej. Z czasem obszar konfederacji rozszerzał się poprzez akcesję miast Lucerna, Zurych i Berno. Sojusz tych miast z gminami wiejskimi nie oznaczał jeszcze uzyskania formalnej niezależności, ponieważ każde z terytoriów pozostawało lennikiem Cesarstwa i znajdowało się w strefie zainteresowania polityki Habsburgów, którzy starali się odzyskać władzę nad tymi terytoriami. Pomimo tych warunków, Szwajcarzy w kilku bitwach zdołali pobić Habsburgów i rozszerzyć terytorium o Glarus i Zug, które przyjęto do konfederacji.
Pomiędzy 1353 i 1481 rokiem konfederacja ośmiu kantonów, znana jako Acht Alte Orte, umacniała swoją pozycję. Poszczególni członkowie, głównie miasta, rozszerzały obszar swego władztwa aż do granic sąsiednich księstw, głównie na mocy zakupów, ale okresowo także za pomocą podboju. Argowia została podbita w 1415 roku, Turgowia w 1460. W obu wypadkach podboje przeprowadzono wykorzystując słabość Habsburgów. Na południu ekspansję prowadził kanton Uri, któremu do 1515 roku udało się podbić Ticino.
Jednocześnie kantony zwiększały indywidualnie swoje wpływy w sąsiednich regionach. Część z nich indywidualnie zawierała pakty z miastami takimi jak Fryburg, Appenzell, Szafuza, St. Gallen, Biel/Bienne, Rottweil, Miluza. Sojusze te nazywano Zugewandter Ort, a ich członkowie pozostawali w bliskich relacjach ze Szwajcarią, choć nie byli członkami konfederacji.
Wojny burgundzkie pozwoliły Szwajcarii na przyłączenie do konfederacji nowych członków, w 1481 roku oficjalnie zaakceptowano włączenie Fryburga i Solury. W wojnie przeciw Austrii z 1499 roku Szwajcarzy odnieśli kolejne zwycięstwo i wywalczyli wyłączenie spod cesarskiego zwierzchnictwa. Do tej pory stowarzyszone miasta Bazylea i Szafuza przyłączyły się natomiast oficjalnie do konfederacji, tworząc kantony Bazylea i Szafuza. Appenzell w 1513 roku stało się trzynastym członkiem unii. Tak ukształtowana unia trzynastu kantonów (Die Dreizehn Alten Orte) dotrwała do najazdu napoleońskiego w 1798 roku.